# Ljudstvo Himbi
Himbi (v ednini: OmuHimba, množina: OvaHimba) so avtohtono ljudstvo, okoli 50.000 ljudi, ki živi v severni Namibiji, v regiji Kunene (prej Kaokoland) in čez reko Kunene v Angoli. Je tudi nekaj skupin levo od Ovatve, ki so tudi Ovahimbi, vendar so lovci in nabiralci. Ovahimbi so polnomadsko ali pastirsko ljudstvo, ki se kulturno razlikuje od Hererov v severni Namibiji in južni Angoli. Govorijo otjihimbsko (narečje hererskega jezika), ki spada v jezikovno bantujsko družino. Ovahimbi so zadnje polnomadsko ljudstvo v Namibiji.

## Kultura

### Preživitveno gospodarstvo
Ovahimbi so pretežno živinorejci, ki gojijo debelorite ovce in koze. Svoje premoženje računajo v številu svoje govedi. Prav tako vzgajajo rastline, kot sta koruza in proso. Živina je glavni vir mleka in mesa, svojo prehrano pa dopolnijo s koruznim zdrobom, kokošjimi jajci, divjimi zelišči in medom. Le občasno in priložnostno živali prodajajo za denar. Nekmetijska podjetja, plače, pokojnine in druga denarna nakazila so zelo majhen del pri njihovem preživetju, za preživetje delajo na zavarovanih območjih, v domovih za ostarele in pomagajo ob suši.

### Vsakdanje življenje
Ženske in dekleta običajno opravijo več zahtevnega dela kot moški in fantje, nosijo vodo v vasi, izdelujejo glinene omete na lesenih hišah, narejenih iz lesa mopane in so mešanica rdeče ilovice in kravjega gnoja kot sredstvo za vezavo, zbirajo drva, se oskrbujejo z bučkami, ki jih uporabljajo za pridobivanje in zagotavljanje zanesljive oskrbe s kislim mlekom, kuhajo in strežejo, so pa tudi obrtnice, saj izdelujejo oblačila in nakit. Za molžo krav in koz tudi skrbijo ženske in dekleta. Skrbijo za otroke, si pomagajo, poskrbijo tudi za otroke druge ženske. Glavne naloge moških so skrb za živino in čredo, zaradi katere so pogosto dolgo časa od doma, klanje živali, graditeljstvo in delo v gospodarskem svetu vasi, skupaj s poglavarjem.
Člani ene same razširjene družine običajno živijo na kmetiji (onganda), majhnem družinskem krožnem zaselku, ki sestoji iz več okroglih koč in delovnih zavetišč, ki obdajajo okuruvo (sveti ogenj prednikov) in osrednjim ograjenim prostorom (kraal) za sveto živino. Ogenj in živina sta tesno povezana s čaščenjem mrtvih. Sveti ogenj, ki predstavlja prednikovo zaščito, in sveta živina omogočata "prave odnose med človekom in predniki". (Crandall, 2000, str. 18)

### Oblačila in pričeske
Moški in ženske so navajeni, da nosijo tradicionalna oblačila, ki so primerna za njihovo življenjsko okolje v Kaokolandu in vročem polsušnem podnebju njihovega območja. Večinoma je sestavljeno samo iz trebušnega predpasnika iz nape ali sodobnejšega tekstila in občasno sandalov s podplati, pogosto narejenimi iz starih avtomobilskih gum. Ženske še posebej, pa tudi moški se tudi zaradi pomanjkanja vode mažejo s kremo otjize, kozmetično zmesjo mlečne maščobe in okrastim pigmentom, ki čisti in ščiti kožo daljše obdobje. Z njo se zaščitijo pred izredno vročim in suhim podnebjem, pa tudi pred piki komarjev in drugih insektov. Kozmetična zmes, pogosto odišavljena z aromatično smolo grma omuzumda, daje koži in spletenim lasem značilno oranžen ali rdeč odtenek, pa tudi strukturo in slog. Krema poskrbi za lepoto, simbolizira zemeljsko bogato rdečo barvo in kri kot bistvo življenja in je v skladu z njihovim idealom lepote.
Pričeska in nakit imata pomembno vlogo. Predstavljata starost in socialni položaj v skupnosti. Dojenček ali otrok ima glavo obrito ali nosijo majhen čop dlak na glavi kot krono. Mladim fantom kmalu spletejo kito na zadnji strani glave, dekletom dve pleteni kiti las, podaljšani naprej pred obraz, pogosto vzporedno z očmi, oblika se določi glede na članstvo oruzo (skupina po očetovi strani). Tak slog je značilen pred adolescenco oziroma do pubertete. Kakšno mlado dekle lahko ima izjemoma tudi eno pleteno kito naprej, kar pomeni, da ima dvojčico. 
Po spolni zrelosti fantje še vedno nosijo eno spleteno kito, dekleta pa imajo mnoge otjize, teksturirane kite las, nekatere urejene kot tančico dekličinega obraza. V vsakodnevni praksi so pletenice pogosto povezane skupaj in stran od obraza. Ženske, ki so bile poročene približno eno leto ali so imele otroka, nosijo bogato okrašen naglavni del, imenovan erembe, lik iz ovčje kože s številnimi prameni spletenih las, obarvanih in v obliki otjize. Neporočen mlad moški še naprej nosi eno spleteno kito las, ki se razširi na zadnji strani glave, medtem ko poročeni moški nosijo kapo ali naglavni zavitek in pod njim nespletene lase. Ovdoveli moški ne nosi pokrivala in ima izpostavljene nespletene lase. Za čiščenje las zaradi pomanjkanja vode uporabljajo lesni pepel.

### Običaji
Ovahimbi so poligamni, povprečen moški ima do dve ženi hkrati. Prav tako so običajne zgodnje poroke. Mlada dekleta se poročijo z moškim, ki ga izberejo njihovi očetje in to je lahko že po 13 letu ali na začetku pubertete. Med Himbi je običajen obred obrezovanja fantov pred prehodom v puberteto. Po poroki se fant šteje za moža, medtem ko so deklice enakopravne ženske po rojstvu otroka.

### Družba
Čeprav večina živi poseben način življenja na svojem oddaljenem podeželju in domačiji, pa so zelo družabni in niso odmaknjeni od lokalnih mestnih kultur. Povezani so s pripadniki drugih etničnih skupin svoje države in meščani, še posebej s tistimi v bližini prestolnice regije Kunene, Opuwo, saj pogosto hodijo v lokalne supermarkete po potrošniške izdelke, hrano in zdravstveno varstvo.

## Plemenski ustroj

### Poglavar
Vsako okrožje ima svojega poglavarja ali kralja, človeka, ki ga mora vsak upoštevati, saj živi in skrbi za svoje ljudi kot za svojo družino. Njegova naloga je, da skrbi, da ljudje niso lačni in žejni, da širijo pašnike in ohranjajo stike z vladnimi agencijami. V skupnosti je odgovoren za vzdrževanje miru in ravnotežja, v najboljšem primeru za zdravstveno oskrbo in boj proti drogam, pa tudi za ohranjanje kulture. Odgovoren je za poroke in pogrebe, tudi za nego žalujočih. V primerjavi z vlado v Windhoeku Himbi vztrajajo, da izberejo svojega poglavarja sami. Državni uradnik v glavnem odloča o priznanju ali zavrnitvi poglavarja.

### Ustroj družbe
Zaradi ostrega puščavskega podnebja v regiji, v kateri živijo, in njihove ločenosti od zunanjih vplivov, je Ovahimbom uspelo ohraniti velik del njihovega tradicionalnega načina življenja. Člani živijo v plemenih, ki temelji na dvostranskem rodu, kar jim pomaga živeti v enem najskrajnejšem okolju na Zemlji.
V skladu z dvostranskim rodom vsak član plemena spada v dva klana: enega po očetu (imenovan orzo) in drugega po materi (imenovan eanda). Himbski klan vodi najstarejši moški v klanu. Sinovi živijo z očetovim klanom in ko se hčere poročijo, gredo živet v klan svojega moža. Dedovanje premoženja se ne ravna po moškem klanu, določi se po rodu matere, to pomeni, da sin ne podeduje očetove živine, ampak stričevo po svoji materi.
Dvostranski rod je razširjen med le nekaj skupinami v Zahodni Afriki, Indiji, Avstraliji, Maleziji in Polineziji. Antropologi menijo, da je sistem ugoden za skupine, ki živijo v skrajnih okoljih, saj omogoča posameznikom, da se zanašajo na dva roda družin, razpršenih na širšem območju.

### Religija
Ovahimbi so monoteistične vere, častijo boga Mukuruja ter tudi prednike svojega klana. Mukuru samo blagoslavlja, medtem ko so predniki blagoslov in prekletstvo. Vsaka družina ima svoj sveti ogenj prednikov, ki ga vzdržuje čuvar ognja. Čuvar se približa svetemu ognju prednikov vsakih sedem do osem dni zaradi stikov z Mukurujem in predniki v imenu svoje družine. Ker je Mukuru zaposlen v oddaljenem kraljestvu, predniki delujejo kot predstavniki Mukuruja.
Verjamejo v omiti, nekateri besedo prevajajo kot čarovništvo, drugi pa kot črna magija ali slaba medicina. Nekateri verjamejo, da je smrt posledica omitija oziroma se pri nekom uporablja omiti v zlonamerne namene. Poleg tega nekateri verjamejo, da imajo hudobni ljudje moč, da omiti uporabljajo za dajanje slabih misli drugim ali celo povzročijo izredne dogodke, na primer če običajna bolezen postane smrtno nevarna. Uporabniki omitija ne napadajo svojih žrtev neposredno; včasih so usmerjeni v sorodnika ali ljubljeno osebo. Nekateri Ovahimbi se posvetujejo s tradicionalnim afriškim zdravilcem, da razkrije razlog izrednega dogodka ali vir omitija.

## Zgodovina
Zgodovina je polna nesreč, hude suše in gverilskega bojevanja, še posebej med namibijsko vojno za neodvisnost in kot posledica državljanske vojne v sosednji Angoli. Med 1904 in 1908 jih je prizadel poskus genocida med herersko vojno z naseljenci Nemškega cesarstva, ki so ga izvajali v Nemški Jugozahodni Afriki pod vodstvom Lotharja von Trotha in zdesetkali predvsem Herere in Name.
Leta 1980 je postal njihov način življenja problematičen zaradi neugodnih vremenskih razmer in političnih sporov. Huda suša je pomorila 90 % njihove živine in mnogi so postali begunci v mestu Opuwo, živeli v slumih z mednarodno humanitarno pomočjo ali so se pridružili Koevoetu, paravojaški enoti. Ovahimbi, ki živijo čez mejo v Angoli, so bili občasno žrtve ugrabitev v južnoafriški mejni vojni kot talci ali so se pridružili angolski veji Ljudske osvobodilne vojske Namibije (PLAN, vojske SWAPO). 

### Po neodvisnosti Namibije
Ovahimbi so bili uspešni pri ohranjanju svoje kulture in tradicionalnega načina življenja.
Sodelovali so z mednarodnimi aktivisti za blokiranje predlagane gradnje jezu za hidroelektrarno ob reki Kunene, ki bi poplavila del ozemlja njihovih prednikov, leta 2011 je Namibija napovedala nov načrt za gradnjo jezu v Orokavi, v gorovju Baynes. Februarja 2012 so Ovahimbi vložili svojo protestno izjavo proti jezu Združenim narodom, Afriški uniji in namibijski vladi.
Vladi Norveške in Islandije sta financirali mobilne šole za otroke, ker pa jih je leta 2010 prevzela Namibija, so bile preoblikovane v stalne šole. Voditelji Himb se pritožujejo nad kulturno neprimernim šolskim sistemom, ko pravijo, da so ogroženi njihova kultura, identiteta in način življenja kot ljudstva.

### Človekove pravice
Skupine zadnjih preostalih lovcev in nabiralcev Ovatvi se zadržujejo v zavarovanih taboriščih v severnem delu Namibije v regiji Kunene kljub pritožbam tradicionalnih poglavarjev Himb, saj se zadržujejo brez njihovega soglasja in proti njihovi volji.
Februarja 2012 so poglavarji Himb izdali dve ločeni izjavi za Afriško unijo in Urad visokega komisarja za človekove pravice pri Združenih narodih.
Prva je imela naslov Deklaracija o najbolj prizadetih Ovahimbih, Ovatvih, Ovatjimbih in Ovazembih zaradi jezu Orokava v gorah Baynes in izraža nasprotovanje regionalnih poglavarjev Himb in skupnosti, ki prebivajo v bližini reke Kunene.
Druga z naslovom Izjava voditeljev Himb Kaokolanda v Namibiji navaja kršitve državljanskih, kulturnih, gospodarskih, okoljskih, socialnih in političnih pravic, ki naj bi jih zagrešila vlada Namibije.
Septembra 2012 je posebni poročevalec Združenih narodov o pravicah domorodnih ljudstev obiskal Ovahimbe, da bi se seznanil z njihovimi skrbmi zaradi nepriznanja tradicionalne oblasti in s tem, da so pod jurisdikcijo vodij sosednjih prevladujočih plemen, ki sprejemajo odločitve v imenu manjšinskih skupnosti. Po njegovem mnenju se nepriznavanje tradicionalnih poglavarjev v skladu z namibijskimi zakoni nanaša na nepriznavanje občinskih zemljišč manjšinskim domorodnim plemenom.
23. novembra 2012 je na stotine ljudi Ovahimb in Zembov iz regij Omuhonga in Epupa protestiralo v Okanguatiju zaradi načrtov Namibije za gradnjo jezu na reki Kunene v gorah Baynes, naraščanja rudarske dejavnosti na njihovih tradicionalnih ozemljih in kršitve človekovih pravic nad njimi.
25. marca 2013 je več kot 1000 Himb še enkrat protestiralo, tokrat v Opuwu proti stalnim kršitvam človekovih pravic, ki se nadaljujejo v Namibiji. Izrazili so nezadovoljstvo, ker vlada ne priznava njihovih tradicionalnih poglavarjev kot "tradicionalne oblasti"; ker Namibija načrtuje graditev jezu Orokave v gorah Baynes na reki Kunene brez posvetovanja z Ovahimbi, ki se ne strinjajo z načrti; ker je kulturno izobraževanje neprimerno; ker nezakonito ograjujejo dele njihovih tradicionalnih ozemelj in ker ne priznavajo lastninskih pravic na ozemlju, na katerem so živeli že stoletja. Protestirali so tudi proti uveljavitvi zakona o občinski zemljiški reformi iz leta 2002.
14. oktobra 2013 je poglavar Himb Kaipka v imenu svoje regije Epupa in skupnosti zaradi resničnostne TV-oddaje Wild Girls na nemški RTL obsodil zlorabo Himb, posameznikov in vaščanov ter zahteval stavitev oddajanja kakršne koli nadaljnje epizode, ker ponareja kulturo in način življenja Himb.
29. marca 2014 so Ovahimbi iz obeh držav, Angole in Namibije, spet protestirali proti načrtom gradnje jezu, pa tudi proti vladnemu poskusu podkupiti regionalnega poglavarja Himb. V podpisanem pismu himbska skupnost iz regije Epupa, ki bi jih jez neposredno prizadel, voditelji pojasnjujejo, da je vsaka oblika soglasja nekdanjega poglavarja zaradi podkupovanja neveljavna.

## Antropološka raziskovanja

### Zaznavanje barv
Več raziskovalcev je proučevalo njihovo zaznavanje barv.  Uporabljajo štiri imena za barve: zuzu za temne odtenke modre, rdeče, zelene in vijolične barve; vapa je bela in nekateri odtenki rumene barve; buru so nekateri odtenki zelene in modre barve; dambu so nekateri drugi odtenki zelene, rdeče in rjave barve. To navaja na misel, da to lahko poveča čas, potreben zanje, da razlikujejo med dvema barvama, ki spadata v isto barvno skupino v primerjavi z ljudmi, katerih jezik deli barve v dve različni barvni skupini.

## Galerija
- Vas Himba okoli 15 km severno od Opuwa, Namibija
- Himbska ženska z otroki na domačiji njenega očeta v Otutati, Namibija
- Himbska ženska pri delu
- Himbska pubertetnica z ustrezno pričesko na obrazu
- Himbski moški pastir
- Himbska ženska pripravlja ogenj. Značilna koča v ozadju.
- Himbski dekleti
- Kot je običajno v himbski kulturi in podnebju, dekle nosi tradicionalno krilo, narejeno iz nape, pokrivalo in nakit, ki zaznamuje njen družbeni status
- Himbska ženska pri molži

### Fotografije
- The Ovahimba Years – Photography by Rina Sherman.
- Photos of the Himba People in Okangwati – Photography by Benjamin Rennicke.
- Photographs of the Himba in Namibia Arhivirano 2018-01-03 na Wayback Machine.
- Photos from Himba village near Opuwo, Namibia Arhivirano 2008-06-13 na Wayback Machine. – Photographs and information.
- Africa on the Matrix: Himba People of Namibia Arhivirano 2006-03-18 na Wayback Machine. – Photographs and information.